# О возвышенном
«О возвышенном» — древнегреческий трактат неизвестного автора, посвящённый теории литературы и искусства. Сохранился только частично. Автор трактата обращается к своему ученику Постумию Терентиану и критикует сочинение некоего Цецилия, попутно рассказывая о своих взглядах.

## Значение
Трактат «О возвышенном» не упоминается в каких-либо античных текстах. Известно, что его не изучали в античных и средневековых школах; возможно, автор преподнёс его в подарок Постумию Терентиану и не стал публиковать, так что рукопись хранилась в семейном архиве и затерялась. К X веку относится византийская рукопись, в которой «О возвышенном» соседствует с «Физическими проблемами», которые тогда приписывались Аристотелю. В XV веке этот кодекс оказался в библиотеке Иоанна Ласкариса, тот увёз его в Италию, в XVI веке книга перешла к Екатерине Медичи и была увезена ею в Париж. К тому моменту была потеряна часть текста (из 50 страниц осталось всего 30).
Трактат стал одним из трёх наиболее значимых античных произведений по эстетике (наряду с «Поэтикой» Аристотеля и «Поэтическим искусством» Горация) и существенно повлиял на европейскую эстетику Нового времени. Филолог У. Виламовиц назвал её «прекраснейшей греческой книгой по теории стиля».